# Мелія
Мелія (дав.-гр. Μελία) — стародавнє місто в Анатолії, на північному березі миса Мікале.
Першим населенням цієї місцевості булі карійці, і тому на переконання багатьох істориків саме місто було карійським. Водночас, із даних Вітрувія можна зробити висновок, що Мелія була населена греками-іонійцями і навіть входила до складу Іонійського союзу). Існує й версія, що місто було населене греками, але вихідцями з Беотії. У цьому випадку можна стверджувати, що саме мелійці збудували на мисі Мікале святилище Посейдона Геліконського, а вже пізніше беотійський за походженням культ запозичили учасники Іонійського союзу, поєднавши його з власним святом Паніоній.
Влада Мелії пошірювалася й на сусідні місцевості та менші поселення, розташовані поруч із нею, зокрема Каріон, Дріуссу, Пігелу, Батинетіду, Феби, Марафесій, Енею.
Місто було зруйноване у 730 р. до н. е. об'єднаними силами Іонійського союзу, а мелійські володіння - розподілені між переможцями. До нинішнього часу від Мелії не збереглося навіть руїн - лише група поховань у скелях поруч із місцем, на якому вона була розташована.